# Ernst Schwalbe
Ernst Theodor Karl Schwalbe (Berlino, 26 gennaio 1871 – Rostock, 16 marzo 1920) è stato un patologo tedesco.

## Biografia
Studiò medicina presso le università di Strasburgo, Berlino e Heidelberg, e conseguì la sua abilitazione nel 1900 con una tesi sulla coagulazione del sangue. In seguito, lavorò come assistente con Julius Arnold a Heidelberg, e nel 1907/08 lavorò come prosettore e capo della clinica di patologia e batteriologia presso l'ospedale di Karlsruhe. Dal 1908 al 1920 fu professore ordinario all'Università di Rostock.

## Opere
- Untersuchungen zur Blutgerinnung : Beiträge zur Chemie und Morphologie der Coagulation des Blutes, 1900.
- Vorlesungen über der Geschichte der Medizin, 1905.
- Die Morphologie der Missbildungen des Menschen und der Tiere (3 volumi 1906–13):
  - I.   Allgemeine Missbildungslehre (Teratologie) – General teratology.
  - II.  Die Doppelbildungen – Double formations.
  - III. Die Einzelmissbildungen – Single malformations.[3]
- Untersuchungen über künstliche Parthenogenese und das Wesen des Befruchtungsvorgangs, 1906.
- Kleinlebewesen und Krankheiten; sechs volkswissenschaftliche Vorträge über Bakteriologie und Hygiene, 1908.
- Studien zur Pathologie der Entwicklung (con Robert Meyer; 2 volumi 1914–20).[4]